# Maike Katrin Merkel
Maike Katrin Merkel (geborene Schmidt; * 13. Dezember 1978 in Frankfurt am Main) ist eine deutsche Musical-Schauspielerin und Sängerin.

## Ausbildung
Maike Katrin Merkel wuchs nahe Frankfurt bei ihren Eltern auf und nahm während der Schulzeit Gesangsunterricht. 2000 begann sie eine professionelle Ausbildung zur Schauspielerin durch ein Musicalstudium an der Hochschule für Musik & Theater „Felix Mendelssohn-Bartholdy“ in Leipzig, das sie 2005 mit einem Examen beendete. Seitdem spielte sie Haupt- und Nebenrollen in Musicalproduktionen in Deutschland und den angrenzenden Nachbarländern.

## Rollen
- Anybody (West Side Story), Staatsoperette Dresden
- Sarah (Hair), Schlossfestspiele Ettlingen
- Flora (No Way to treat a Lady), Leipziger Schauspiel
- Die Zeit (Casanova (Revue)), Friedrichstadtpalast Berlin
- Rebecca (Tanz der Vampire (Musical)), Theater des Westens, Berlin
- Ludovika/Fr. Wolf (Elisabeth (Musical)), Theater des Westens, Berlin und Theater 11, Zürich
- Schwester Hubert (Non(n)sens (Musical)), Coupé Theater, Berlin
- Ensemble, 1.Cover Magda, 1.Cover Rebecca (Tanz der Vampire), Ronacher Theater Wien/Vereinigte Bühnen Wien
- Ensemble, (Hair), Vereinigte Bühnen Bozen
- Ensemble, 1. Cover Schwester Mary Patrick, Cover Mutter Oberin (Sister Act), Ronacher Theater Wien/Vereinigte Bühnen Wien
- Eva (Die Tagebücher von Adam und Eva), Coupé Theater, Berlin
- Erzherzogin Sophie (Elisabeth (Musical)), LaBelle Musicalproduktion (Alte Oper Frankfurt, Admiralspalast Berlin, Mehr Entertainment Theater Hamburg)
- Rotkäppchens Oma/Mutter von Aschenputtel (Into the woods), Theater Görlitz
- Sängerin (The ONE Grand Show), Friedrichstadtpalast Berlin
- Resi (Ab in den Süden Musical), Tourneeproduktion

## Auszeichnungen
- 2001: Bundeswettbewerb Gesang: 3. Platz, Kategorie 'Musical'
- 2003: Bundeswettbewerb Gesang: Sonderpreis für außergewöhnliche Begabung